# Kurtia modesta
Kurtia modesta är en fjärilsart som beskrevs av William Schaus 1901. Kurtia modesta ingår i släktet Kurtia och familjen tandspinnare. Inga underarter finns listade i Catalogue of Life.